# Били! Бьём! Будем бить!
«Били! Бьём! Будем бить!» — советский рисованный мультфильм-плакат 1941 года, снятый в первые месяцы Великой Отечественной войны режиссёром Дмитрием Бабиченко. Над мультфильмом работало три художника-мультипликатора — Валерий Кузьмин, Александр Беляков, Диодор Циновский.

## Сюжет
Мультфильм предлагает напомнить историю фашистским захватчикам. В частности, показано Ледовое побоище (1242) и немецкая оккупация Украины (1918). В конце мультфильма рассказчик уверенно предрекает победу СССР над Германией.

## Съёмочная группа
| Персона           | Профессия               |
| ----------------- | ----------------------- |
| Дмитрий Бабиченко | режиссёр                |
| Дмитрий Бабиченко | сценарист               |
| Валерий Кузьмин   | художник-мультипликатор |
| Александр Беляков | художник-мультипликатор |
| Д. Циновский      | художник-мультипликатор |

## Интересные факты
- Фраза «Били, бьём и будем бить» взята из песни «Не скосить нас саблей острой», звучащей в фильме «Дума про казака Голоту» (1937).
- Мультфильм находится в общественном достоянии, так как был выпущен более 70 лет назад.